# 社会言語学
社会言語学（しゃかいげんごがく、英語：Sociolinguistics）は、言語･コミュニケーションを人間・文化・社会との関わりで見ようとする応用言語学の一分野。

## 概要
例えば、話者の生活する地域、階級、性別、など様々な社会学的要因との相関で言語現象を見ようとするミクロなアプローチと共に、一言語を単位として、それを社会組織との関連で考える（言語接触・言語変化・言語政策）マクロなアプローチもある。
地域に関しては、特に方言学という名前のもとに研究がされてきた。
現在、社会言語学の名のもとでおこなわれている研究の内容はきわめて多様であり、政治学や歴史学に接近するアプローチも目立つ。